# Anne Roth

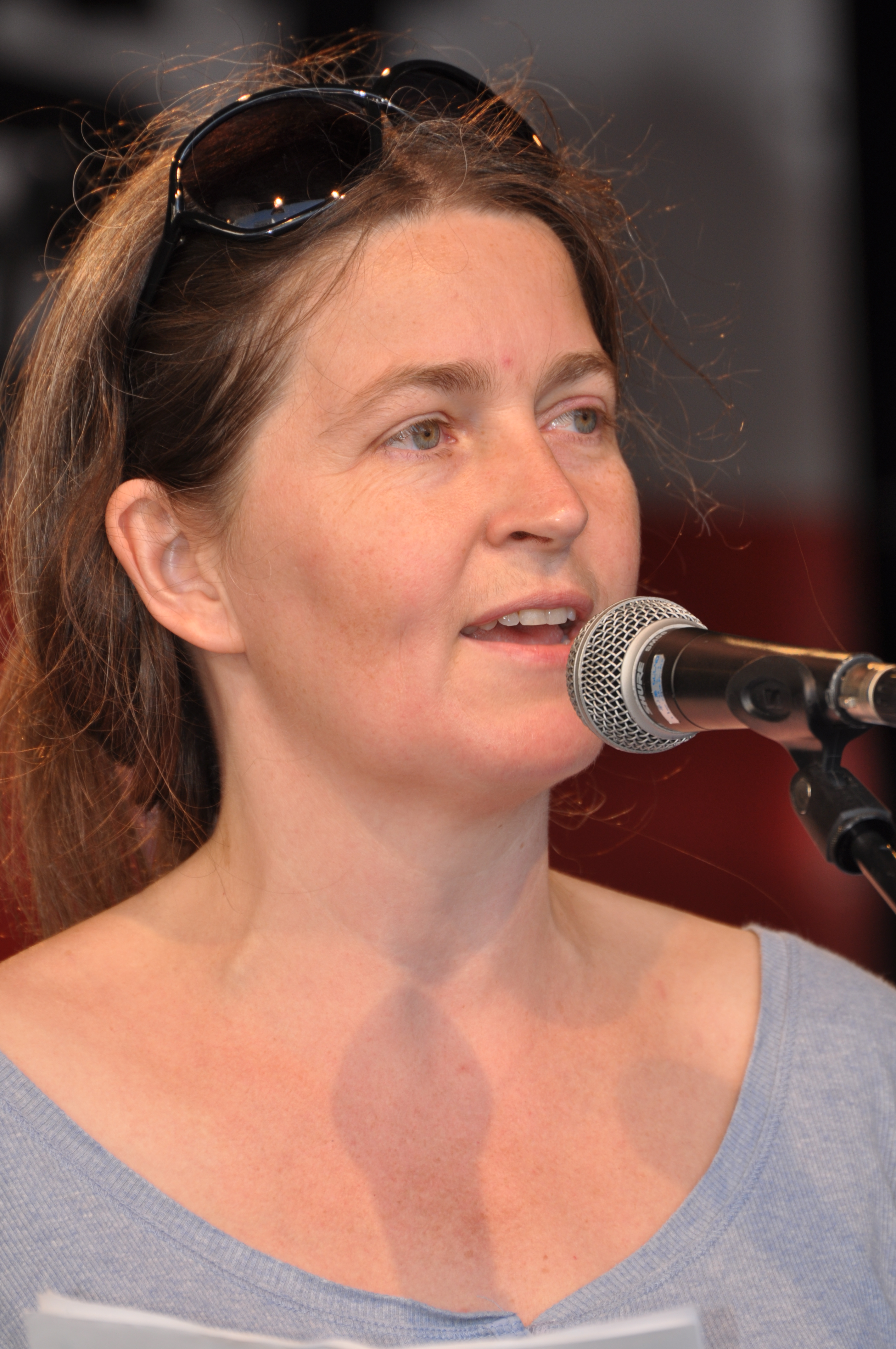
Anne Roth (2013)

Anne Roth ist eine deutsche Expertin für Digital- und Netzpolitik sowie Autorin. Von 2014 bis Ende 2023 arbeitete Roth als Referentin im Deutschen Bundestag, von September 2018 bis zur Fraktionsauflösung als Referentin der Fraktion Die Linke. Roth schreibt und arbeitet zu den Themen Überwachung, Innenpolitik, Medien und Feminismus.

## Leben
Anne Roth studierte Politikwissenschaften auf Diplom an Freien Universität in Berlin und engagiert sich seit den 1990er Jahren zu den Themen Überwachung, Polizeien und Grundrechte. Unter anderem war sie an der Gründung der linksalternativen Veröffentlichungs- und Nachrichtenplattform Indymedia beteiligt. Des Weiteren war sie als Online-Redakteurin, Journalistin und Übersetzerin tätig. 
Später arbeitete sie als Program Editor and Researcher bei Tactical Technology Collective, wo sie sich mit digitaler Sicherheit beschäftigte und das Projekt „Me and my Shadow“ betreute.

### Ermittlungen gegen Andrej Holm
Anne Roth berichtete in ihrem Blog über das strafrechtliche Ermittlungsverfahren gegen ihren Partner Andrej Holm, der am 31. Juli 2007 wegen des Verdachts der Mitgliedschaft in einer terroristischen Vereinigung verhaftet worden war. Das Ermittlungsverfahren wurde am 5. Juli 2010 mangels hinreichenden Tatverdachts eingestellt.
Roth machte ihre Erfahrungen aus dieser Zeit von Anfang an öffentlich, in ihrem Blog berichtete sie über die vielen Facetten der Ermittlungen gegen ihren Partner und die Überwachung ihrer Familie.

### Netzpolitisches Engagement
Durch die Veröffentlichungen und Berichterstattungen zu Ermittlungen gegen ihren Partner gewann Roth im damals entstehenden Themenfeld der Netzpolitik Bekanntheit. Als Referentin sprach sie in verschiedenen Vorträgen nicht nur über die eigenen Erfahrungen und Erlebnisse im Rahmen der Ermittlungen, sondern äußerte sich auch allgemein zu den Themen der Überwachung und Innenpolitik. Im Dezember 2007 sprach sie erstmals auf dem Chaos Communication Congress. Seit 2008 trat sie als Rednerin auf der Demonstration Freiheit statt Angst und auf der Konferenz re:publica auf, um über die Überwachung durch staatliche Stellen und durch Private aufzuklären.
Im Zuge der Überwachungsenthüllungen durch Edward Snowden äußerte sich Roth kritisch über die Sicherheits- und Innenpolitik der Bundesregierung und warf dieser vor, die Grundrechte der Bürger nicht zu schützen. Sie gab zahlreiche Interviews zu diesem Thema. Mehrere Jahre später resümierte Roth, dass die deutsche Öffentlichkeit zwar ein „Bewusstsein für Überwachungsthemen“ gewonnen hätte, aber weitere „Snowden-Momente“ für ein schärferes Bewusstsein notwendig seien. Sie forderte eine stärkere Kontrolle der Geheimdienste.
Seit 2018 referiert Roth verstärkt über digitale Gewalt gegen Frauen (englisch tech abuse against women), insbesondere über den wenig beachteten Bereich der digitalen Partnerschaftsgewalt, wie zum Beispiel „Doxing“, das Veröffentlichen von privaten Daten gegen den Willen der Betroffenen, um ihnen zu schaden. Sie plädiert vor allem für ein stärkeres Bewusstsein für das Thema auf allen Ebenen und ein stärkeres Engagement der Politiker und der Betreiber von Plattformen.

### Feministisches Engagement
Ende 2009 kritisierte Roth erstmals öffentlich die mangelnde Präsenz und Rezeption von Frauen in den damals stark aufkommenden Blogs, unter anderem thematisierte sie dies bei der re:publica 2010 und 2011. Insgesamt führte dies zu einer Debatte in deutschen (vor allem digitalen) Medien, ob und in welcher Form das Internet patriarchale Strukturen der realen Welt reproduziert.
Dies führte zu ihrem Blog 50 Prozent – inzwischen eine Datenbank – in dem Roth seit 2012 Zahlen über die Besetzung von Podien und Konferenzen sammelt, um auf das häufig starke Ungleichgewicht zwischen männlichen und weiblichen Teilnehmern auf Podien hinzuweisen.
Zusammen mit der Non-Profit-Gruppe Rails Girls, die Frauen ermuntert und motiviert, sich mit dem Programmieren zu beschäftigen, initiierte Roth im März 2014 die sogenannte „Speakerinnen-Liste“. Auf der Website können sich Frauen jedweder Richtung als Expertinnen eintragen, um Organisatoren von Podien und Konferenzen zu ermutigen, mehr Frauen einzuladen.

### Tätigkeit im Deutschen Bundestag
Von 2014 bis 2017 war Anne Roth als Referentin für den NSA-Untersuchungsausschuss der Fraktion Linke im Deutschen Bundestag tätig und arbeitete unter anderem zusammen mit der Obfrau der Fraktion im Ausschuss, Martina Renner. Anschließend war sie von Februar bis August 2018 wissenschaftliche Mitarbeiterin der Bundestagsabgeordneten Anke Domscheit-Berg. Von September 2018 bis zur Fraktionsauflösung Ende 2023 war sie Referentin für Netzpolitik der Fraktion Die Linke.

### Privat
Anne Roth hat zwei Kinder und lebt mit ihrem Partner Andrej Holm in Berlin.

## Veröffentlichungen
Anne Roth ist Autorin zahlreicher Veröffentlichungen, sie schreibt unregelmäßig für Seiten wie Freitag.de, Netzpolitik.org und Zeit Online, früher für die Blogs der Frankfurter Allgemeinen Zeitung und des Neuen Deutschlands. Als Referentin sprach sie auf zahlreichen Veranstaltungen wie dem CCC-Kongress, der re:publica, Elevate, Computers, Freedom and Piracy und der Transmediale. 
- Terrorermittlungen und Internet. Verdachtsmomente und Gegenstrategien. In: Kulturrisse. Zeitschrift für radikaldemokratische Kulturkritik 1 – 2008. Innere Sicherheit 2.0 (mit Andrej Holm)
- Blogging against Surveillance. In: Riseup: Digital Security for Activists (als PDF verfügbar)
- Innenansicht einer Überwachung. Das Blog annalist. In: Leipziger Kamera – Initiative gegen Überwachung (Hg.) Kontrollverluste. Interventionen gegen Überwachung, Unrast, März 2009; ISBN 978-3897714915 (als PDF verfügbar)
- Zensus 2011: Volkszählung im Verborgenen. In: Blätter für deutsche und internationale Politik 3’11, S. 12–15 (mit Daniel Leisegang)
- Facebook: Whose side are you on? In: Oliver Leistert/Theo Röhle (Hg.): Generation Facebook. Über das Leben im Social Net, Transcript Verlag, 2011; ISBN 978-3837618594
- Das Annalist-Blog. Innenansichten einer Terrorismus-Ermittlung. In: Hans Christian Voigt/Thomas Kreiml (Hg.): Soziale Bewegungen und Social Media. Handbuch für den Einsatz von Web 2.0, ÖGB Verlag, September 2011; ISBN 978-3703514623
- Heinrich-Böll-Stiftung: Praktische Tipps zur Kontrolle persönlicher Daten: Mach Dich rar!, Dez. 12
- Wo ist die linke Netzzeitung? In: ak – analyse & kritik – zeitung für linke Debatte und Praxis, Nr. 580, 15. Februar 2013
- Die Gedanken sind frei. In: Markus Beckedahl und Andre Meister (Hrsg.): Überwachtes Netz: Edward Snowden und der größte Überwachungsskandal der Geschichte. epubli, Berlin 2013, ISBN 978-3-944622-02-6. (Freier Volltext: als PDF; als AZW3, EPUB)
- Warum protestiert eigentlich niemand?, in: Markus Beckedahl, Anna Biselli und Andre Meister (Hg.): Jahrbuch Netzpolitik 2014: Fight for your digital rights, epubli Berlin 2014
- Der NSA-Untersuchungsausschuss des Bundestages, in: cilip 114 – Die Cyberpolizei, November 2017
- Chaos im Computerclub, in: Der Freitag, Ausgabe 1/2018, 5. Jan. 2018